# سفارة دولة فلسطين لدى فنلندا
سفارة دولة فلسطين لدى فنلندا ودول البلطيق هي الممثلية الدبلوماسية العُليا لدولة فلسطين لدى فنلندا. تقع السفارة في هلسنكي.